# Бугаец, Марина Кузьминична
Марина Кузьминична Бугаец, в девичестве — Мисак (укр. Марина Кузьмівна Бугаєць; 31 июля 1926 год, село Демина Балка — 21 августа 2012, Глобино, Полтавская область) — колхозница, звеньевая семеноводческого совхоза имени 9 января Министерства совхозов СССР, Хорольский район Полтавской области. Герой Социалистического Труда (1949).

## Биография
Родилась 31 июля 1926 года в крестьянской семье в селе Демина Балка (сегодня — Хорольский район Полтавской области). С 1944 года трудилась разнорабочей в семеноводческом совхозе имени 9 января Хорольского района. В 1945 году была назначена звеньевой полеводческого звена. Трудилась звеньевой до 1949 года.
В 1948 году руководимое ею звено собрало 31,16 центнеров пшеницы с каждого гектара с участка площадью 20 гектаров. В апреле 1949 года была удостоена звания Героя Социалистического Труда «за получение высоких урожаев пшеницы и кукурузы при выполнении совхозом плана сдачи государству сельскохозяйственных продуктов в 1948 году и обеспеченности семенами всех культур в полной потребности для весеннего сева 1949 года».
Получила среднее специальное образование, окончив в 1953 году Хомутецкий зоотехнический техникум. Потом до 1959 года работала зоотехником в Тепловском районе Ворошиловградской области. С 1959 года проживала в посёлке Глобино Полтавской области. С 1959 года — заведующая свинотоварной фермы в колхозе «Россия» и с 1965 года — бухгалтер-кадровик.
После выхода на пенсию проживала в городе Глобино.

## Награды
- Герой Социалистического Труда — указом Президиума Верховного Совета СССР от 6 апреля 1949 года
- Орден Ленина